# إبراهيم شاهين (لاعب كرة قدم)
إبراهيم شاهين (بالتركية: İbrahim Şahin)‏ هو لاعب كرة قدم تركي، ولد في 1 مارس 1984 في هرقلية (طربزون) ‏ في تركيا. لعب مع أنقرة غوجو وأوردو سبور وأوفتاس سبور وسيفاسبور وكارسياكا.

## وصلات خارجية
- إبراهيم شاهين على موقع اتحاد تركيا (لاعب) (الإنجليزية)
- إبراهيم شاهين على موقع قاعدة بيانات كرة القدم.إي يو (الإنجليزية)
- إبراهيم شاهين على موقع عالم كرة القدم.نت (الإنجليزية)